# Pristimantis malkini
Espèce
Synonymes
- Eleutherodactylus malkini Lynch, 1980

Statut de conservation UICN

 LC  : Préoccupation mineure
Pristimantis malkini est une espèce d'amphibiens de la famille des Craugastoridae.

## Répartition
Cette espèce se rencontre entre 100 et 500 m d'altitude dans le haut bassin de l'Amazone :
- dans le sud-est de la Colombie ;
- dans l'est de l'Équateur ;
- dans l'est du Pérou ;
- dans l'ouest du Brésil.

## Description
Les mâles mesurent de 30,4 à 37,2 mm et les femelles de 41,5 à 47,9 mm.

## Étymologie
Cette espèce est nommée en l'honneur de Borys Malkin.

## Publication originale
- Lynch, 1980 : A taxonomic and distributional synopsis of the Amazonian frogs of the genus Eleutherodactylus. American Museum Novitates, no 2696, p. 1-24 (texte intégral).